# Anaglyptus higashiyamai
Anaglyptus higashiyamai är en skalbaggsart som beskrevs av Makihara och Hayashi 1987. Anaglyptus higashiyamai ingår i släktet Anaglyptus och familjen långhorningar.
Artens utbredningsområde är Taiwan. Inga underarter finns listade i Catalogue of Life.